# 케이프코드 운하

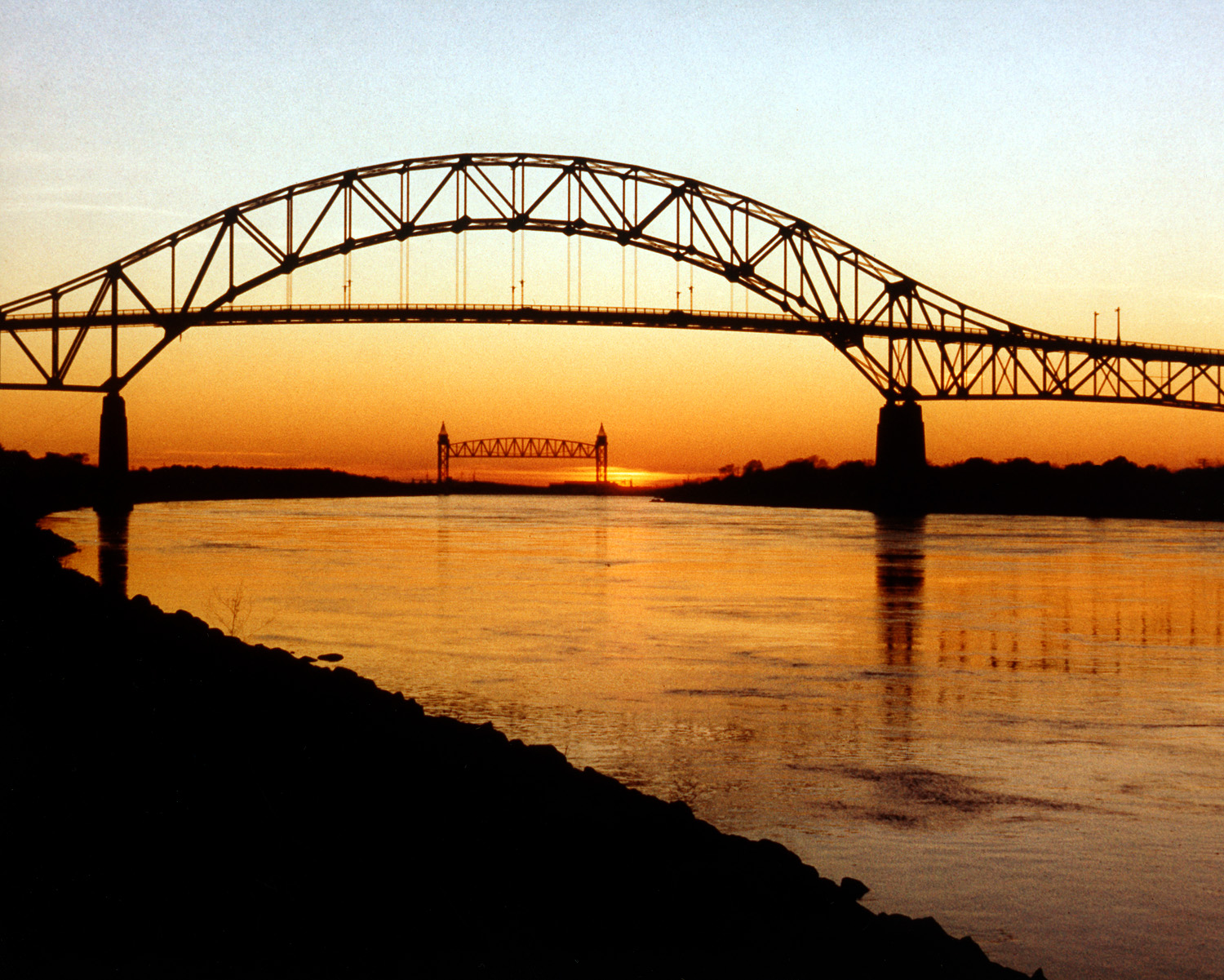
케이프코드 운하 철도교의 모습

케이프코드 운하(Cape Cod Canal)는 북쪽의 케이프코드베이와 남쪽의 버자즈 베이를 연결하는 매사추세츠주의 인공 수로이며 대서양 연안 수로의 일부이다. 약 28.0km 길이의 운하는 케이프코드와 주 본토를 연결하는 목선을 가로지르다. 대부분은 평균 간조에서 480피트(150m)로 넓어지고 32피트(9.8m)로 깊어지는 조수 강을 따라가며, 약 14,000명의 연간 사용자를 위해 케이프 주변 여행에서 최대 217km까지 단축된다.
운하의 대부분은 본(Bourne) 마을에 있지만 북동쪽 종점은 샌드위치(Sandwich)에 있다. Scusset Beach State Reservation은 운하의 북쪽 입구 근처에 위치하고 있으며 Massachusetts Maritime Academy는 남쪽 근처에 있다. 빠르게 흐르는 해류는 6시간마다 방향을 바꾸고 썰물 때 시속 5.2 마일 매 시 (8.4 km/h)(8.4km/h)에 도달할 수 있다.
수로는 미국 육군 공병대가 관리하며 통행료가 없다. 케이프코드 운하 철도교(Cape Cod Canal Railroad Bridge), 본 브리지(Bourne Bridge), 사가모어 브리지(Sagamore Bridge)가 걸쳐 있다. 양쪽 끝의 신호등은 20m(65 피트 (20 m)) 이상의 선박 접근을 제어한다.
이 운하는 멸종 위기에 처한 북대서양참고래를 포함하여 고래와 돌고래가 가끔 사용하며 이로 인해 운하가 폐쇄될 수 있다.